# Omphaletis extincta
Omphaletis extincta là một loài bướm đêm trong họ Noctuidae.